# Jakub Gołąb
Jakub Gołąb (ur. 27 lutego 1972 w Warszawie) – polski naukowiec specjalizujący się w immunologii i onkologii.

## Edukacja
Absolwent XIV Liceum Ogólnokształcącego im. Stanisława Staszica w Warszawie. W latach 1991–1997 studiował medycynę na I Wydziale Lekarskim Akademii Medycznej w Warszawie i otrzymał tytuł lekarza w 1997. Rok później na tej samej uczelni obronił pracę doktorską. Odbył staż podoktorski w Beth Israel Deaconess Medical Center w Bostonie – szpitalu należącym do Harvard Medical School. W 2003 otrzymał stopień doktora habilitowanego, a w roku 2006 tytuł profesora.

## Działalność naukowa
Zajmuje się poszukiwaniem nowych i ulepszaniem już istniejących metod leczenia nowotworów, m.in. molekularnymi mechanizmami terapii fotodynamicznej nowotworów, a także terapią z zastosowaniem inhibitorów proteasomów i statyn.

Jest koordynatorem wielodyscyplinarnego projektu BASTION (From Basic to Translational Research in Oncology) realizowanego przez dziesięć grup badawczych Warszawskiego Uniwersytetu Medycznego. Celem projektu jest „zwiększenie potencjału badawczego Warszawskiego Uniwersytetu Medycznego w dziedzinie onkologii doświadczalnej” oraz „skrócenie drogi między odkryciem naukowym a wykorzystaniem go w praktyce klinicznej”.  Jest członkiem Uniwersyteckiej Podkomisji ds. Własności Intelektualnej, Rady I Wydziału Lekarskiego oraz Centrum Biostruktury WUM. Ponadto jest członkiem Komitetu Cytobiologii Wydziału Nauk Biologicznych, Komisji Biologii Nowotworów Komitetu Genetyki Człowieka i Patologii Molekularnej Wydziału Nauk Medycznych oraz Komisji Immunologii Nowotworów Komitetu Immunologii i Zakażeń Człowieka w Polskiej Akademii Nauk, a także Rady Naukowej Narodowego Centrum Nauki. Reprezentuje Polskę w Management Committee Akcji COST TD0901 „Hypoxia sensing, signalling and adaptation”. 
Został odznaczony Srebrnym (2013) i Złotym (2023) Krzyżem Zasługi.

## Działalność dydaktyczna
Od 1995 prowadzi wykłady i seminaria z immunologii oraz cytofizjologii dla studentów Warszawskiego Uniwersytetu Medycznego w języku polskim oraz angielskim. Jest współautorem wielokrotnie wznawianego podręcznika Immunologia (wyd. PWN).

## Nagrody i wyróżnienia[2][10]
- 2002 – Stypendium Fundacji Tygodnika „Polityka” w ramach akcji Zostańcie z nami
- 2003 – Nagroda Fundacji im. Tomasza Jakuba Michalskiego za wybitne osiągnięcia w dziedzinie terapii chorób nowotworowych
- 2006 – Nagroda im. Tadeusza Borowicza Polskiej Akademii Umiejętności za cykl publikacji naukowych dotyczących terapii fotodynamicznej nowotworów
- 2006 – Nagroda im. prof. Stefana Pieńkowskiego za osiągnięcia w zakresie wzmagania efektywności terapii fotodynamicznej
- 2008 – subsydium profesorskie MISTRZ przyznawane przez Fundację na Rzecz Nauki Polskiej
- 2011 – Nagroda im. Jakuba Karola Parnasa za najlepszą pracę doświadczalną z zakresu biochemii lub biologii molekularnej wykonaną całkowicie w pracowni na terenie Polski
- 2012 – Nagroda Prezesa Rady Ministrów za wybitny dorobek naukowy